# Нові Червища
Но́ві Червища — село в Україні, у Прилісненській сільській громаді Камінь-Каширського району Волинської області. Населення становить 1243 особи.

## Географія
Село розташоване у ландшафтному заказнику Стохід.
На північний схід від села розташований Тоболівський заказник.
На південно-східній стороні від села бере початок річка Червища, права притока Стоходу.
Поблизу села розташований один із геодезичних пунктів дуги Струве. 

## Історія
В грудні 1951 року у криївці біля села загинув Михалевич Андрій Сергійович (1919—1951) — український повстанець, керівник надрайонового проводу ОУН, лицар Срібного Хреста Бойової Заслуги (посмертно).

## Населення
Згідно з переписом УРСР 1989 року чисельність наявного населення села становила 1248 осіб, з яких 623 чоловіки та 625 жінок.
За переписом населення України 2001 року в селі мешкали 1153 особи.

### Мова
Розподіл населення за рідною мовою за даними перепису 2001 року:
| Мова       | Відсоток |
| ---------- | -------- |
| українська | 99,76 %  |
| російська  | 0,16 %   |
| білоруська | 0,08 %   |